# Bandwagon-effect

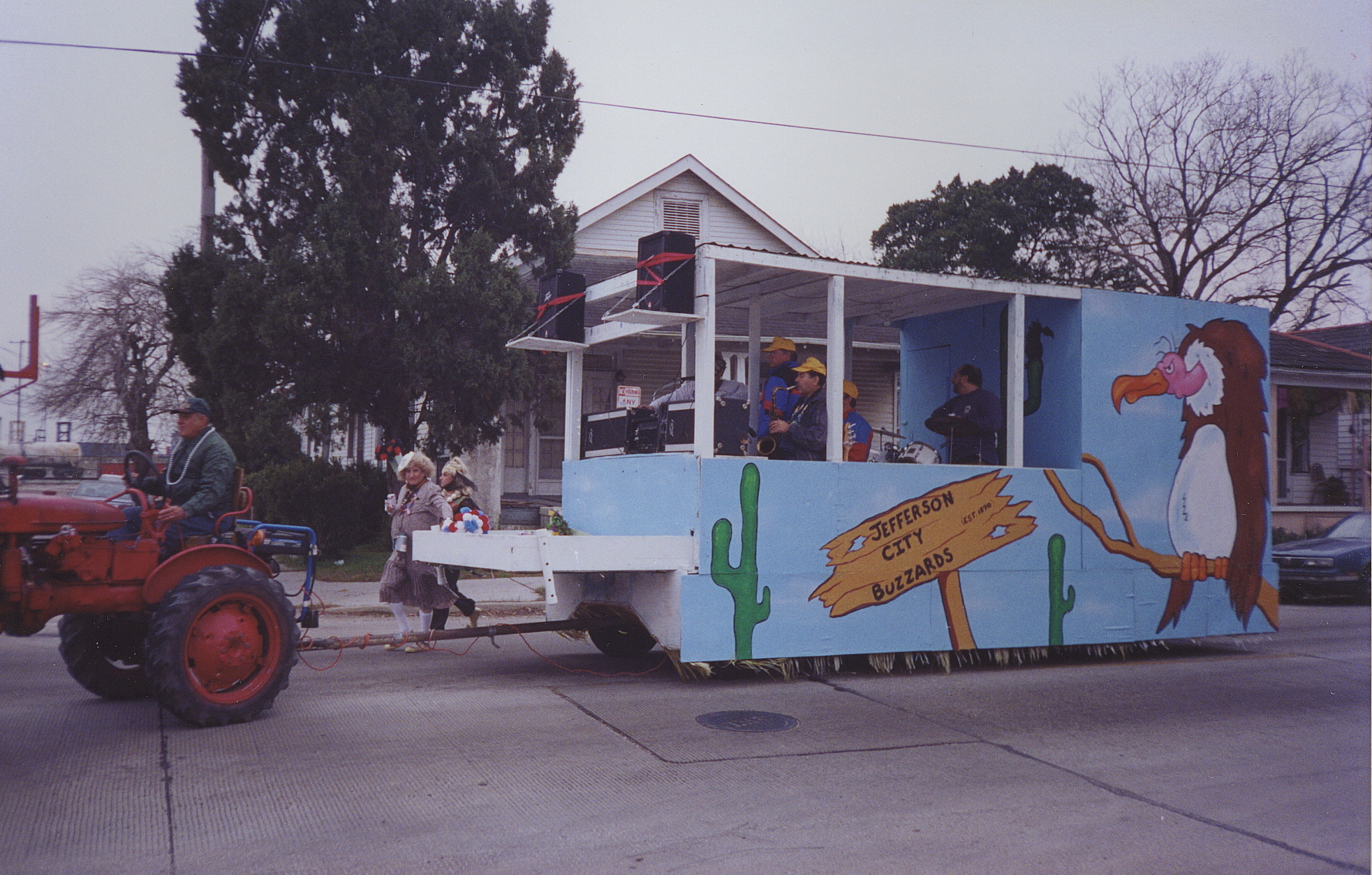
Bandwagon

Bandwagon-effect is een denkfout, waarbij een mening eerder wordt geloofd naarmate er meer medestanders zijn voor die mening. Als veel mensen iets voor waar aannemen is het aantrekkelijk om het eens te zijn met die mensen. Studies tonen ook aan dat dit effect optreedt tijdens verkiezingen wanneer opiniepeilingen suggereren dat een kandidaat het populairst is. 
Bandwagon-effect is – in de economische theorie – een wisselwerking tussen de preferentie van een consument en de vraag. Deze interactie wordt beïnvloed door het consumptiegedrag van de andere consumenten.
Wanneer een consument bemerkt dat andere consumenten een bepaald goed kopen, stijgt de individuele preferentie van deze consument voor dat bepaalde goed. Hierbij stellen we vast dat de vraag naar dat bepaalde goed stijgt.
Dit effect heeft als gevolg dat de resultaten volgens de algemene theorie van vraag en aanbod verstoord worden. Deze theorie gaat er namelijk van uit dat consumenten enkel een beslissing nemen op basis van de prijs en hun persoonlijke preferentie.
Het tegengestelde effect noemt men het snob-effect.